# هنري توماس (موسيقي)
هنري توماس (بالإنجليزية: Henry Thomas)‏ هو موسيقي وعازف قيثارة أمريكي، ولد في 1874 في بيغ ساندي في الولايات المتحدة، وتوفي في 1930.

## وصلات خارجية
- هنري توماس على موقع ميوزك برينز (الإنجليزية)
- هنري توماس على موقع أول ميوزيك (الإنجليزية)
- هنري توماس على موقع ديسكوغز (الإنجليزية)
- هنري توماس على موقع ديسكوغز (الإنجليزية)